# IC 1551
IC 1551 је спирална галаксија у сазвјежђу Рибе која се налази на листи објеката дубоког неба у Индекс каталогу.
Деклинација објекта је + 8° 52' 39" а ректасцензија 0h 27m 35,5s. Привидна величина (магнитуда) објекта IC 1551 износи 13,7 а фотографска магнитуда 14,5. IC 1551 је још познат и под ознакама UGC 268, MCG 1-2-13, CGCG 409-16, KARA 22, IRAS 00250+0836, PGC 1700.